# Ван Цишань
Ван Циша́нь (кит. 王岐山, пиньинь Wáng Qíshān; род. 19 июля 1948, Циндао провинции Шаньдун) — китайский государственный и партийный деятель. Заместитель председателя Китайской Народной Республики с 17 марта 2018 по 10 марта 2023 года.
С 2012 по 2017 гг. — глава Центральной комиссии КПК по проверке дисциплины, при этом входил в Постоянный комитет Политбюро ЦК КПК; членом Политбюро являлся с 2007 года (по 2017). Вице-премьер в правительстве Вэня Цзябао (2008—2013). В 2003—2007 гг. мэр Пекина.
Член ЦК КПК 16-го созыва (кандидат 15-го созыва), член Политбюро ЦК КПК 17-го созыва, член Постоянного комитета Политбюро ЦК КПК 18-го созыва.

## Биография
Родился в портовом городе Циндао в провинции Шаньдун, корнями из уезда Тяньчжэнь провинции Шаньси. По национальности ханец. Начал трудовую деятельность в январе 1969 года, в феврале 1983 года вступил в ряды КПК. Выпускник исторического факультета Северо-Западного университета.
1969—1971 гг. — представитель образованной молодежи коммуны Фэнчжуан уезда Яньань провинции Шэньси.
1971—1979 гг. — сотрудник Музея провинции Шэньси.
1973—1976 гг. — студент исторического факультета Северо-Западного университета.
1979—1982 гг. — стажер-исследователь Института Новой истории Академии общественных наук Китая.
1982—1986 гг. — начальник канцелярии Центра по изучению аграрной политики при Секретариате ЦК КПК и Исследовательского центра по сельскому развитию при Госсовете КНР.
1986—1988 гг. — научный сотрудник в ранге начальника управления Центра по изучению аграрной политики при Секретариате ЦК КПК, начальник канцелярии связи Исследовательского центра по сельскому развитию при Госсовете КНР.
1988—1989 гг. — генеральный директор Китайской сельской трастовой инвестиционной компании, секретарь парткома компании.
1989—1993 гг. — заместитель директора и член партийной группы Народного строительного банка Китая (в сентябре — ноябре 1992 года учился в Центральной партийной школе при ЦК КПК).
1993—1994 гг. — заместитель директора и член партийной группы Народного банка Китая.
1994—1996 гг. — директор и секретарь партийной группы Народного строительного банка Китая.
1996—1997 гг. — директор и секретарь партийной группы Строительного банка Китая.
В 1997—2000 гг. член парткома провинции Гуандун, в 1998—2000 гг. заместитель губернатора провинции. Его работа там пришлась на Азиатский финансовый кризис.
В 2000—2002 гг. руководитель и секретарь партийной группы Канцелярии по реформе экономической системы при Госсовете КНР.
В 2002—2003 гг. глава парткома провинции Хайнань (Южный Китай) и председатель ПК СНП провинции.
В 2003 г. в Пекине произошла внезапная вспышка эпидемии атипичной пневмонии, пик которой пришелся на конец апреля — начало мая. Возглавляя партком провинции Хайнань лишь 5 месяцев, 22 апреля Ван Цишань в чрезвычайной ситуации вступил в должность исполняющего обязанности мэра Пекина. В 2003—2007 гг. мэр Пекина и замглавы горкома КПК, исполнительный председатель и замглавы партгруппы Оргкомитета Пекинской олимпиады.
В 2008—2013 гг. вице-премьер Госсовета КНР, член его партгруппы. Курировал внешнеэкономические связи и внешнюю торговлю.
В 2008—2011 гг. глава оргкомитета ЭКСПО-2010 в Шанхае.
С началом Мирового финансово-экономического кризиса Ван Цишань стал начальником вновь созданной группы по борьбе с глобальным финансовым кризисом при Госсовете КНР.
14 сентября 2008 года, находящийся в Лос-Анджелесе для участия в заседании Китайско-американской совместной комиссии по коммерции и торговле Ван Цишань получил информацию от американской стороны о том, что инвестиционный банк «Леман Бразерс» на следующий день объявит о банкротстве. Осознавая, что небывалый финансовый кризис будет распространяться по всему миру, Ван Цишань немедленно проинформировал об этой новости заинтересованные финансовые ведомства страны, потребовав готовиться к худшему сценарию развития событий для обеспечения внутренней финансовой стабильности.
Считался одним из конкурентов Ли Кэцяна на премьерскую должность.
С 2012 года секретарь Центральной комиссии по проверке дисциплины (с 15 ноября 2012 по 25 октября 2017 года), глава Руководящей группы ЦК КПК по инспекционной работе.
17 мая 2013 года заявил, что основными вызовами, стоящими перед лицом партии, являются порочный стиль и коррупция внутри партии.
В октябре 2017 года, также из-за возрастных ограничений, ушёл в отставку с должностей постоянного члена Политбюро ЦК КПК (до этого высказывались предположения о том, что он мог сохранить эту должность в нарушение упомянутых) и главы Центральной комиссии КПК по проверке дисциплины. (Прочили ему и преемничество Ли Кэцяну во главе китайского правительства.) Вместе с тем Ван Цишань 17 марта 2018 года избран заместителем председателя КНР. Указывается восьмым при перечислении партийных и государственных руководителей Китая, — после членов постоянного комитета Политбюро 19-го созыва (оных семеро). Как отмечает А. Габуев, «в партийных кругах» его так и называют: «восьмым членом Постоянного комитета Политбюро».
Супруга Яо Миншань — дочь бывшего в 1988—1993 годах первым по рангу вице-премьером Госсовета КНР Яо Илиня, сейчас она уже на пенсии.
Согласно китаеведу Александру Габуеву, Ван Цишань — давний друг Си Цзиньпина, к 2017 году они были знакомы свыше 40 лет («познакомились в годы культурной революции в ссылке и с тех пор поддерживали тесные связи»); Ван стал ближайшим соратником Си, и он «один из самых блестящих китайских финансистов, первоклассный кризисный менеджер, за что его называют „командиром пожарной бригады“ (среди прочего он тушил пожары азиатского финансового кризиса 1998 г. и мирового кризиса 2007—2009 гг., а также готовил Пекин к Олимпиаде 2008 г. на посту мэра)».

## Оценка
Ближайший соратник Си Цзиньпина и его важнейший союзник, а также видный борец с коррупцией, — так называют Ван Цишаня на Би-би-си в 2017 году.
«Российская газета» в 2012 году отмечала о нём: «Один из самых уважаемых политиков и экономистов не только в Китае, но и за рубежом. Его называют одним из самых эффективных менеджеров страны за последние 20 лет. Именно он ведет самые трудные переговоры, поскольку слывет крайне жестким собеседником с отличным чувством юмора. Его прекрасно знают в России: он курировал и до сих пор держит руку на пульсе всех энергетических переговоров между странами».